# Phytodietus spinipes
Phytodietus spinipes är en stekelart som först beskrevs av Cameron 1905.  Phytodietus spinipes ingår i släktet Phytodietus och familjen brokparasitsteklar. Inga underarter finns listade i Catalogue of Life.